# Pentacladia elegans
Pentacladia elegans är en stekelart som beskrevs av John Obadiah Westwood 1835. Pentacladia elegans ingår i släktet Pentacladia och familjen hoppglanssteklar. Inga underarter finns listade i Catalogue of Life.